# Glikoproteinska endo-alfa-1,2-manozidaza
Glikoproteinska endo-alfa-1,2-manozidaza (EC 3.2.1.130, glukozilmanozidaza, endo-alfa-D-manozidaza, endo-alfa-manozidaza, endomanozidaza, glukozilna manozidaza) je enzim sa sistematskim imenom glikoprotein glukozilmanohidrolaza. Ovaj enzim katalizuje sledeću hemijsku reakciju
hidroliza terminalnih alfa-D-glukozil-(1,3)-D-manozilnih jedinica sa GlcMan9(GlcNAc)2 oligosaharidne komponente glikoproteina formiranoj na Goldžijevoj membrani
Ovaj enzim učestvuje u sintezi glikoproteina.

## Literatura
- Nicholas C. Price; Lewis Stevens (1999). Fundamentals of Enzymology: The Cell and Molecular Biology of Catalytic Proteins (Third изд.). USA: Oxford University Press. ISBN 019850229X.
- Eric J. Toone (2006). Advances in Enzymology and Related Areas of Molecular Biology, Protein Evolution (Volume 75 изд.). Wiley-Interscience. ISBN 0471205036.
- Branden C; Tooze J. Introduction to Protein Structure. New York, NY: Garland Publishing. ISBN 0-8153-2305-0.
- Irwin H. Segel. Enzyme Kinetics: Behavior and Analysis of Rapid Equilibrium and Steady-State Enzyme Systems (Book 44 изд.). Wiley Classics Library. ISBN 0471303097.

## Spoljašnje veze
- Glycoprotein+endo-alpha-1,2-mannosidase на 